# Wuhletalwächter

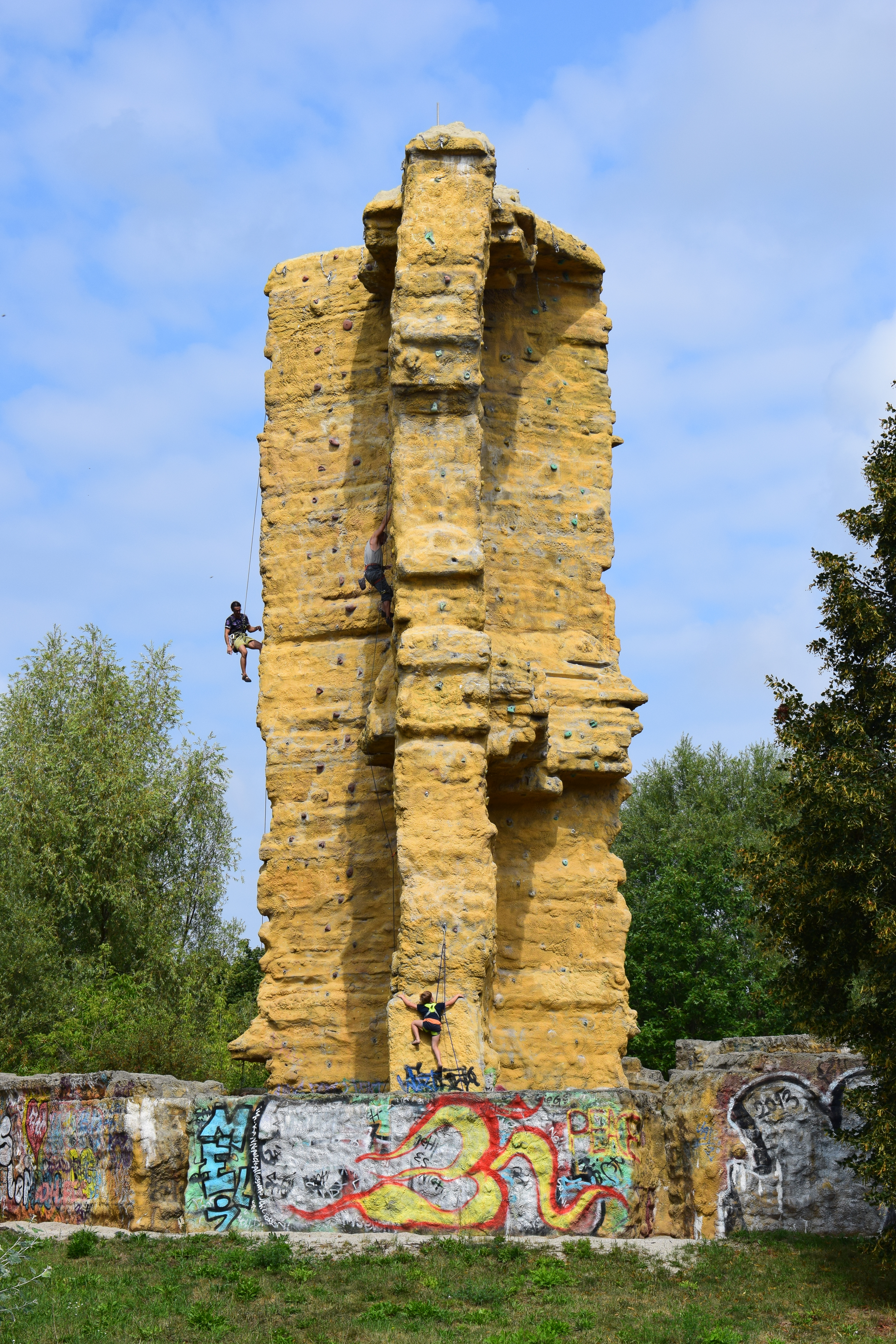
Wuhletalwächter, Ostseite

Der Wuhletalwächter ist ein künstlicher sechsseitiger Felsen im Berliner Ortsteil Marzahn. Er wird vom AlpinClub Berlin, einer Sektion des Deutschen Alpenvereins, betrieben und steht jedermann unter Beachtung der Regeln zum Klettern offen. Der Name Wuhletalwächter leitet sich von seiner Position im Wuhletal der in der Nähe fließenden Wuhle ab. Nach der nahegelegenen S-Bahn-Station ist der Turm auch als Kletterfelsen Ahrensfelde bekannt.

## Beschreibung
Der 17,5 Meter hohe Kunstfelsen an der Havemannstraße /Ecke Kemberger Straße besteht aus einem Betonkern aus 550 Betonplatten von Berliner Balkonen aus Plattenbauten, der mit Spritzbeton eine naturnahe Gestalt bekommen hat.

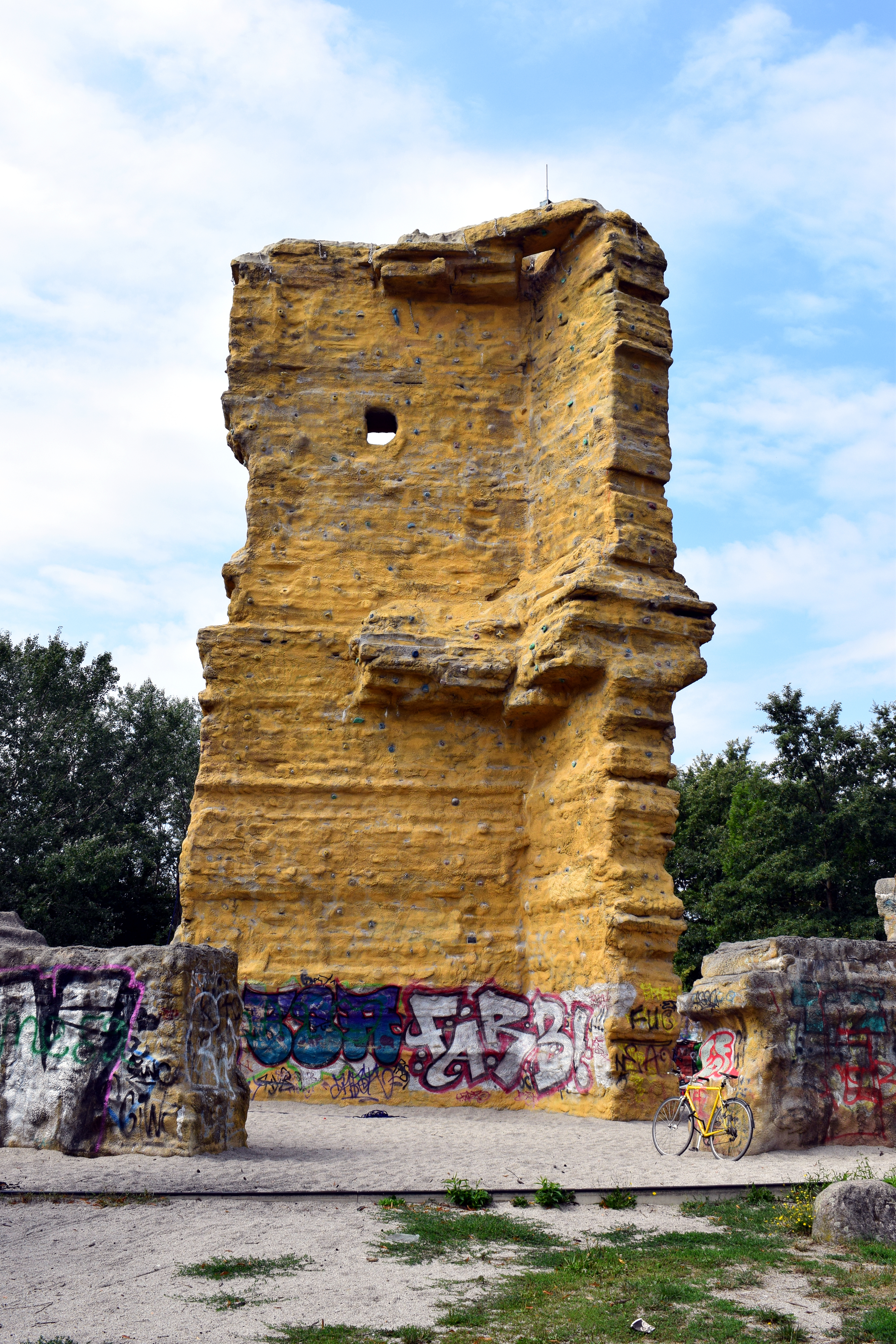
Wuhletalwächter, Nordseite

Er entstand in den späten 1990er Jahren, als DDR-Bauten in Berlin häufig saniert und marode Balkonteile abgenommen worden waren. Auf einer Grundfläche von etwa 10 Meter × 10 Meter stehen rund 500 m² Kletterfläche zur Verfügung. Der Kletterturm ist von einer Boulderwand umgeben, die ca. 400 m² Kletterfläche aufweist. Der Felsen bietet auf 43 verschiedenen Routen Schwierigkeitsbereiche von UIAA 4+ bis 10−, wobei der untere Bereich mangels geschraubter Griffe oft schwerer ist. Er wurde 1998 fertiggestellt und 2015 saniert.